# 楚文化

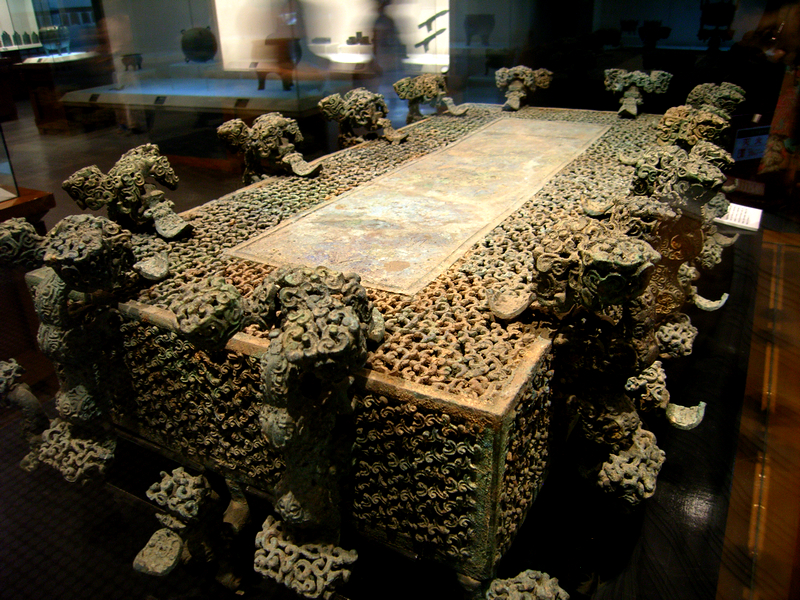
河南淅川楚墓出土的云纹铜禁，现藏于河南博物院

楚文化是西周时期在楚国形成的，以长江中游流域为代表的历史文化。楚国被認爲蠻夷，但吸收华夏文化，以商周文明，特别是姬周文明为基础，結合蠻夷與中原文化而发展。现今的湖北为楚文化发源地和湖南北部为早期楚文化的中心地区；湖南大部和江西是春秋中期以后楚文化的发展地区；江苏、浙江和安徽北部為晚期楚文化的中心；另外廣西、贵州、云南、廣東等地的部分地区和韩国也受到了楚文化影响。与楚文化相对应的有中原文化、巴蜀文化、吴越文化、齐鲁文化等，这些地域文化，包括楚文化在內共同组成了後世中国文化的主体——汉文化。

## 起源
楚文化发源地说法不一，有多种说法，但楚文化来源于中原西周文明是一定的。周成王封鬻熊的曾孙熊绎为子爵，建都丹阳（今河南省淅川县）。春秋时期，迁都至郢，改国号为楚。战国末期因为郢都被秦国攻破，遷都於陳，後又迁都寿春。
另外新华网报道，根据最新考古研究成果，湖北郧县辽瓦店子遗址或是楚文化的发源地，2009年，中国考古学会与国家文物局联合举办的“南水北调中线文物考古发现学术讨论会”,与会的100多名专家经过反复比较和相关实物资料，认为郧县辽瓦店子遗址或许正是学术界寻找多年的楚文化源头。在交通不发达的古代，汉江中游早在新石器时代就开始成为南北文化交流的“孔道”，各种不同的地方文化在这里交会融合，特别是进入春秋战国、魏晋南北朝和宋金对峙等历史后期，这一地区作为南北政权的政治分界线和南北文化交锋面就显得更加活跃。公元前20世纪至公元10世纪，中国政治中心一直位于以西安、洛阳为中心的关中和伊洛地区，这一地区与华东、华南的联系在很大程度上依赖汉水和丹江进行，而位于汉江中游丹江口库区的郧县正处于东西、南北文化交流的中间地带。直至東晉及南北朝時期，因為中原政權偏安江南，而江南之地大部分均是戰國時期原楚國的領土，楚文化日益受到重視。通过地层学和类型学这两种主要的考古认定方法，辽瓦店子遗址是楚文化源头的最重要的证据，就是在郧县辽瓦店子遗址发现的从夏朝一直到战国时期的诸多生活器具等实物资料。在出土器物的形制与纹饰上，与在汉江中下游荆州等地出土的楚国中期文物一脉相承，而又明显早于中期，如鬲、盂、罐、豆等为代表的多种器物。其中，在辽瓦店子出土的鬲，有着翻口、卷沿、绳纹、尖锥状足等特点，为早期楚文化的典型器物。而此前在荆州出土的战国楚式鬲，完全与其一脉相承。

## 发展

### 滥觞期
楚人建国丹陽至周平王31年（公元前740年）。在这一时期，楚国完成了从原始社会向奴隶社会的转变，在吸取中原文化之长的基础上，开始形成自己的特色文化。崇火崇凤好巫、开拓进取、不拘礼法、爱标新立异等特点为后来楚文化的发展奠定了基础。

### 勃兴期
春秋时期，楚文化开始呈现出鲜明的特征，昭示了楚文化的个性与气魄，楚文化也由此成熟起来。
- 社会形态：农奴制布满了楚国各个县邑
- 民族政策：楚人实行抚夷属夏的政策。对于所灭之国，楚人迁其公室，存其宗庙，县其疆土，抚其臣民，用其贤能，已不以俘掠奴隶为好
- 官制：楚官多称尹（令尹）
- 行政建制：楚国楚武王时期首创县[3]，为以后的各国包括秦国效仿
- 兵制：称谓、建制与当时的中原有差异

### 鼎盛期
战国时期，楚国铜器生产炉火纯青，铁器普遍得到推广，丝织刺绣兴旺发达，漆器木器应运而生，物质文化达到了顶点。鼎盛期的楚国精神文化大放异彩，从哲学到文学，从字画到乐舞，无不独領风骚，同时，楚人的政治社会体制、民族文化心理，日常生活方式等趋于成熟定型。

### 转变期
秦汉时期，秦国灭楚，排斥楚文化，但楚文化的精神因素根深蒂固，秦末，楚人刘邦、项羽大兴楚文化，使楚文化有复苏之势，但汉武帝独尊儒术后，自成体系的楚文化不复存在，而楚文化的某些元素却与传统中原文化在后来形成了新的汉文化。

## 基本特征

### 精神层面
楚文化的精神体现为，“筚路蓝缕”的开拓创业精神，“抚夷属夏”的开放精神，“一鸣惊人”的创新精神，“深固难徙”的爱国精神。
- 开拓进取：不满足于已得和已知，努力开拓未知领域。楚人立国之初，偏僻狭小，但它们不满足于偏安一隅，通过「筚路蓝缕，以启山林」的艰辛历程扩大疆域。楚人之所以能成为春秋五霸、战国七雄，其根本原因也在于其开拓进取的精神。

- 开放融合：楚人建国后，民族政策为：「抚有蛮夷，……以属华夏」，表现了开放融合的思想，比当时管子「戎狄豺狼，……诸夏亲昵」和孔子「裔不谋夏，夷不乱华」的思想进步。在发展过程中，楚人兼采夷夏之长，并积极开展文化交流。

- 革新鼎故：楚人师夷夏之长的目的在于创新，建国初期，楚人发明了「楚式鬲」，后来还吸取扬越和华夏的青铜冶炼技术精华，使自己的矿冶水平居于领先水平，井创立了介乎夷夏之间的楚制和楚俗。

- 至死不屈：楚人经过的历程既不服周、也不服秦。楚受封于周，理应为周服务，在楚立足既稳后，楚人就开始「包茅之不贡」，就敢于使「昭王南征而不服」，到后来还有夺周鼎之意，使得周王室无可奈何。秦国强盛后，楚敢与之争斗，以致于有「楚虽三户，亡秦必楚」之说。

### 心理层面
崇火尚凤、亲鬼好巫、天人合一、浪漫，与中原文化尚土崇龙、敬鬼远神、天人相分、现实主义形成强烈对比。
尚赤，建筑服饰器物均以赤为贵；尚东，生之坐向、死之墓向均以东为荣。
楚文化偏重于情感，而不是礼法，在念祖、忠君、爱国上楚文化比中原文化表现得要更为强烈
。比如楚国的都城丹阳、郢迁移多次但名字不变，就是为了缅怀祖先。

### 物质层面

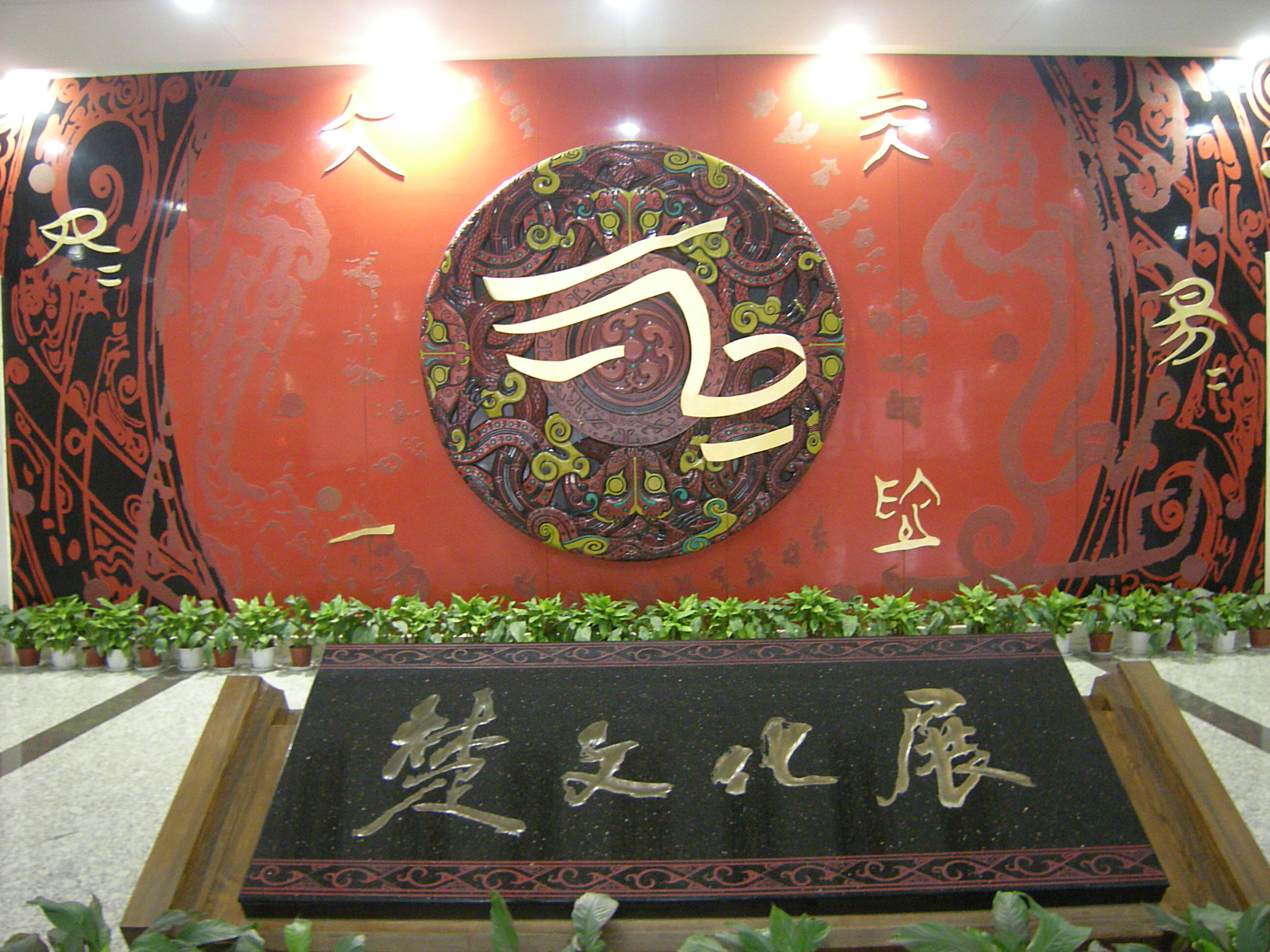
湖北省博物馆楚文化展

物质方面主要表现为漆器、木器及青铜器，丝织、刺绣及工艺品，郢都、宫殿及台榭建筑，帛画、壁画及屈骚庄文，编钟、琴弦及轻歌曼舞，祭祀膜拜等。
由于楚国山高林密，湖泊众多，河流蜿蜒，造就了独特的楚文化。与北方的政治色彩浓厚的中原文化相比，楚文化更显神奇，浪漫和华丽，对后来两千年的诗、词、曲的创作风格影响极大。

## 主要构成

### 红铜文化
红铜文化又称"金石并用",与青铜文明的区别是：红铜文化有丰富的大型青铜礼器，造型别致极具感官艺术，而日常生产工具和武器却还是以石器为主。中国青铜礼器是构成楚文化的主体的支柱之一，“鼎”和“编钟”是楚国青铜器最重要的组成部分。
鼎居楚地的青铜礼器之首。在古史记载的春秋时代，《左传·宣公三年》记载了“楚子问鼎之大小轻重”的经典段子（见九鼎），说明了楚王对“鼎”的崇拜和向往闻达于诸侯，也令得周天子不满。不过根据考古发现，楚国的出土青铜鼎数量很多，并且与其他各个区域文化的鼎相比，有成熟的富于个性的形态特征，称为“楚式鼎”。在楚式鼎的造型系列中，两种具有代表性的鼎是升鼎和于鼎，这两种鼎从春秋中晚期开始到战国晚期在楚国一直都很流行。看来楚王的“问鼎”的愿望最终得到了极大的满足。
钟是楚国青铜乐器最具代表性。在以礼乐文化为主体文化的社会中，礼器与乐器同是为礼乐文化服务的。青铜钟分为甬钟、钮钟、鎛钟三种，按一定的先后次序组合起来，称为编钟。战国时代，随着铁器的长足发展以及社会的大变革，青铜礼乐器逐渐衰落，青铜的运用开始由礼乐文化转向世俗生活。楚人开始大量使用青铜制造日常生活用品。楚人制造的最成功的铜器日常生活用品当数铜镜和带钩。
在长期的青铜器制造过程中，楚人不断提高青铜器的水平，制作工艺也日趋精湛。楚人最常使用的青铜器制造工艺有陶范法、失蜡法、铸镶法。这些方法最适合制作大型的青铜器，其优点是制成品硬度高而韧性低，缺点是脆、容易折断，另外一点是锡比例较高，需要更多的锡矿石。

#### 铜锡矿的来源
楚地并不盛产铜和锡，按照楚地如此大规模的制铜，估计矿产消耗量不小，一般推断是楚王通过贸易或者接受进贡得到的。
在地质学上，离楚地最近的铜锡矿带是滇西—缅甸—泰国—马来西亚—印尼的锡矿带,在中国境内最著名的古锡矿有云南高黎贡山矿，其以出锡矿为主，铜为次。
关于金属矿的贸易，根据《诗经·鲁颂》说：“憬彼淮夷，来献其琛，元龟象齿，大赂南金。”可能淮夷在其中起中介作用。

### 漆器文化

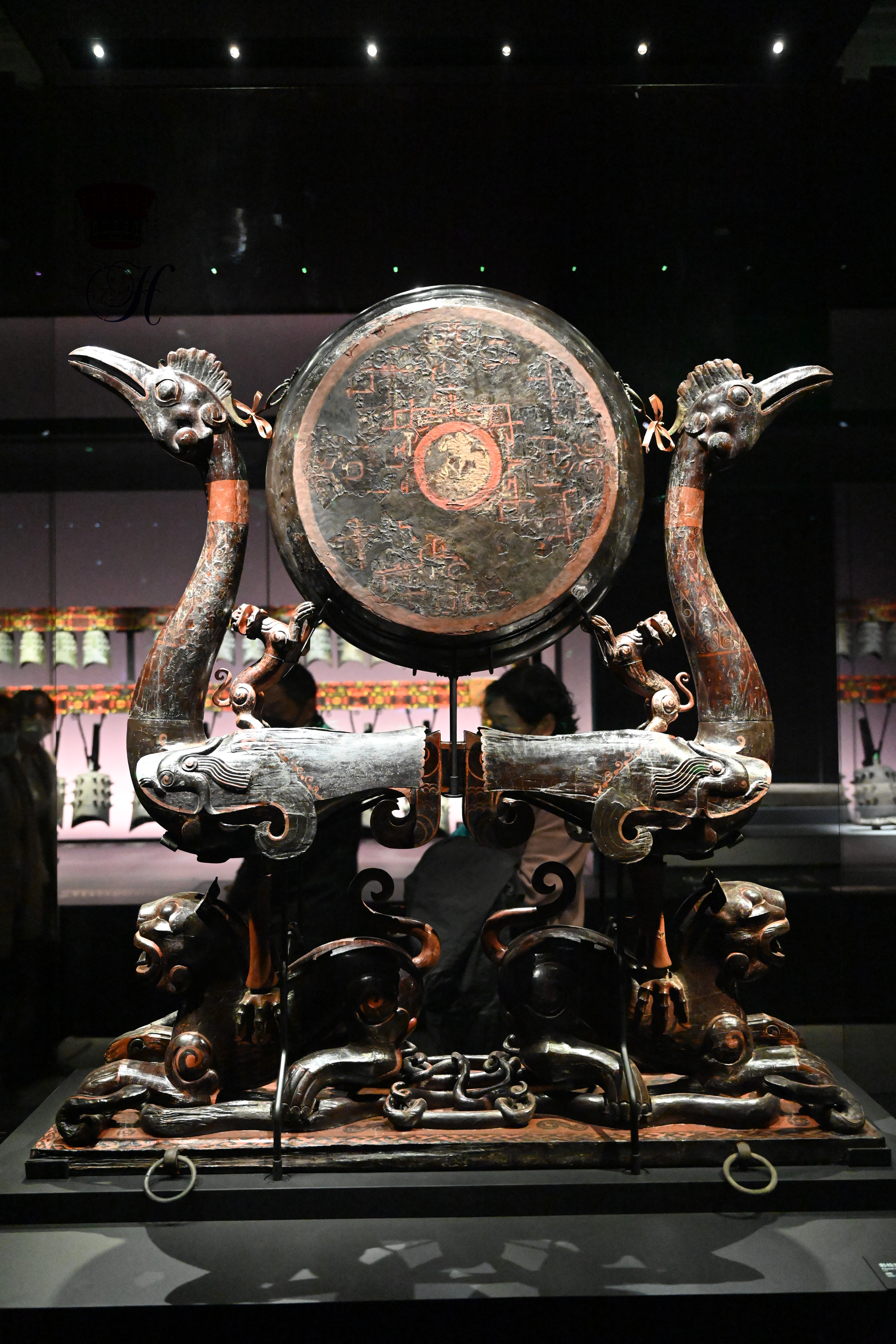
虎座鸟架鼓——楚文化髹漆工艺代表作

楚人生活在一个漆的王国中，生离不开漆，死也离不开漆。其生时使用的日常生活实用器具和娱乐用品是漆品，死后丧葬用品也多用漆品。楚国漆器的胎体中占绝大多数的是木胎。此外，还有皮胎、竹胎、金属胎、陶胎以及丝麻织品髹漆物等。楚国的竹胎漆器以竹编织物最为精致。楚国的竹编织物在许多楚墓中都有出土，是楚人的日常生活用品之一。
漆器是雕塑和漆绘高度结合的产物。胎体的造型和漆绘的图案与色彩都反映了楚人的审美观念和艺术品味。楚漆器反映的主要对象为自然与神怪。楚漆器上漆绘内容客观反映当时楚国的宗教生活与社会生活。

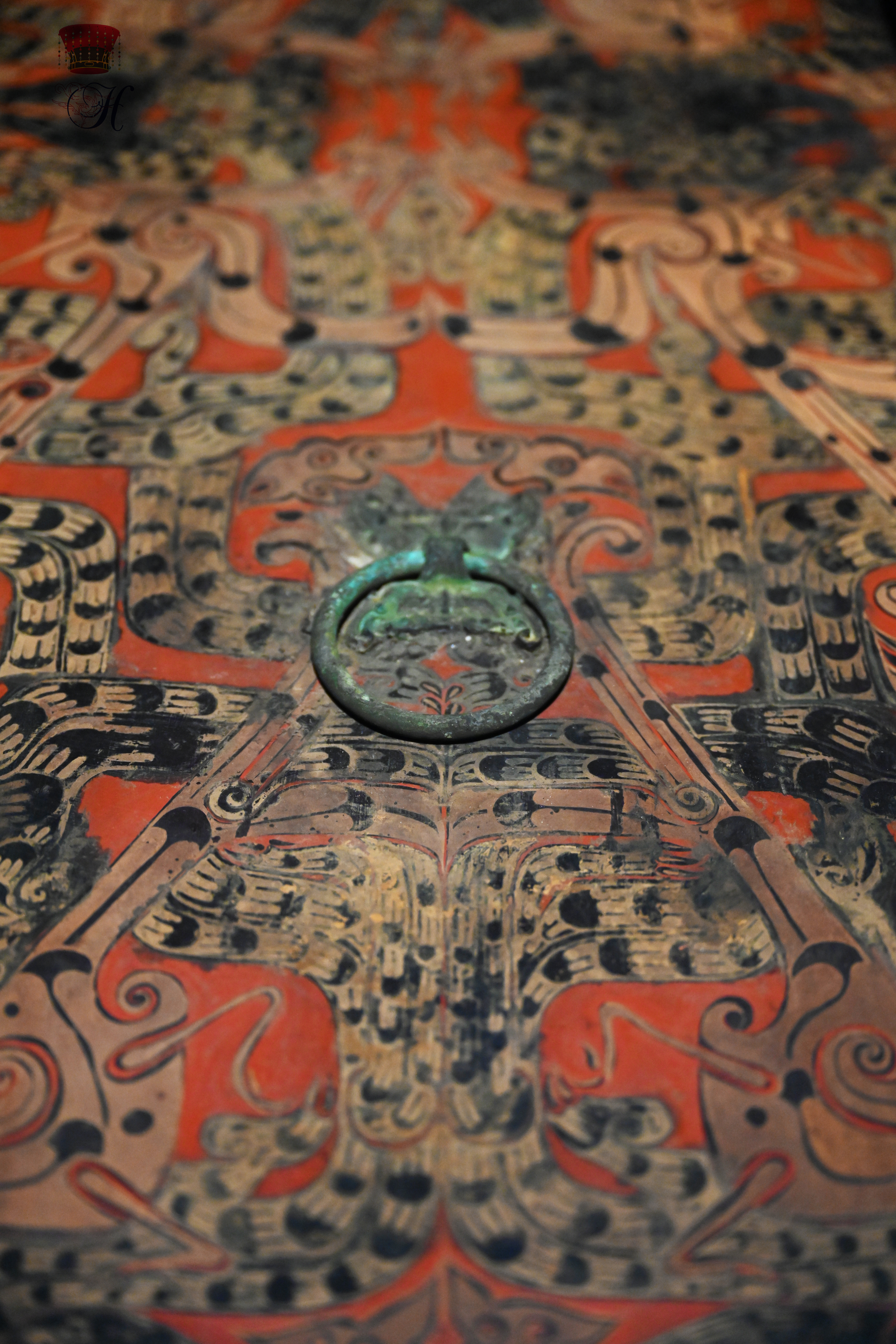
荆门包山二号墓彩绘漆棺局部

### 丝织与刺绣
楚国丝织品品种十分齐全，几乎包括了先秦丝织品的全部品种。楚国丝织品质地轻薄、经纬密度大。楚国丝织品的色彩，以红色、棕色为主，这与楚人崇火尚赤的风俗相一致。从色谱上进行分析，有黄、红、紫、蓝、绿、褐、黑等色，可见其色谱已经相当完整。
楚国丝织品上的纹饰，从施纹的技巧而言，可分为编织和刺绣两种。编织纹饰是以丝织工艺中的提花技术的发展为基础的。由于受到施纹技术的限制，编织纹饰的题材和造型也受到局限，主要以几何纹为主，人物和动物题材只占少量。刺绣是用多种彩色丝线在丝织品上锁绣纹饰一种工艺。刺绣题材以动物、植物为主，而动物中又以龙、凤为主。

### 科学技术
楚国科技发达的领域主要表现在农业生产技术、青铜冶铸技术和天文学等方面。
在农业生产技术方面。楚人已超越了“刀耕火种”的原始的生产方式，而采用新的耕作方式--“火耕水耨”。“火耕”即用火烧掉荒地上的野草，然后下水播种，这样既可增加水田肥力，又可用草灰作肥料；“水耨” 是将稻田中的杂草灌水沤腐，化作肥料。实际上，到了春秋时期，楚国的农业生产技术义进了一步，越过了“火耕水褥”水平，而开始使用青铜与铁制农具，并采陂灌与井灌技术。春秋中晚期和战国时期，铁器的生产工具已在楚国广泛使用。铁器工具的广泛使用，大土地开垦与农业精耕细作创造了良好条件，土地利用率大大提高。与此同时，楚国的农业在春秋时期还开始使用了铜或铁犁，代替了过去的石犁。
楚国的青铜冶铸技术起步较晚，但后来居上。楚成王征服江汉后，青铜冶铸业得到了突飞猛进的发展。大冶铜绿山古铜矿的开采不晚于西周，到楚庄王以后，楚国铜矿的采掘、冶炼，青铜铸造等都已超越中原与吴越，在春秋中晚期位列诸国之首。
楚国是当时天文学最发达的诸侯国之一，楚国的职官中专设有大史和卜尹，负责观察星象、研究天文。《史记·天官书》列举了自远古高辛氏至战国时期的天文学家共十四人，其中有两位是楚国人，他们是甘德和唐昧。甘德长期观察研究天象，曾系统地观测了金、木、水、火、土五个行星的运行规律，精密记录了恒星的位置，编成恒星表，他还著有《岁星经》与《天文星占》两部著作，后人将《天文星占》与魏人石申所著《天文》两书合成一书，名为《甘石星经》，这是世界上第二古老的一份恒星表，僅次於巴比倫星表。
楚人在數學方面也取得了非凡的成就。1984年在江陵張家山247號漢墓中出土的《算數書》是中國數學史上也是世界數學史上驚人的發現，它把中國數學的成書年代提前了300多年。該書由兩百余支竹簡組成，全書內容分為計算方法數學應用兩部分。據考證，此墓主人是楚國人。《算數書》成書不會遲於戰國晚期，其內容和書寫體例，都與遲於它約三個世紀的中國古代的數學名著《九章算術》相近。因此，它可能是《九章算術》的母體。《九章算術》是中國古代傳統數學的代表，其思想方法是著重應用與計算。

## 影响
- 湖北：楚文化发源地，称作荆楚文化，楚的本意就是荆木，生长在长江中游江汉平原地区的荆木，荆就是楚，楚就是荆的意思
- 湖南：多称为湖湘文化。
- 韩国：有学者称楚文化是韩国文化之源[8][9]，现今，韩国的很多城市地名与楚国一样,如襄阳，部分城市在韩国汉江的分布位置甚至和楚国相同地名的城市在楚国汉江的分布位置都一样，如韩国的丹阳（楚國的始都也叫丹阳，位於今天的湖北省保康縣）、陰城郡（今天中國的老河口市的古地名也為陰城）、韩国光州市（今天中国的潢川县古地名也为光州）、韩国首都首尔古称汉阳（今湖北省也有汉阳）、江陵市（今湖北省荆州市有江陵县）、还有洞庭湖，同时韩国的母亲河韩国汉江与楚国的母亲河中国汉江的上游都有一个名字一样的山太白山。[10]更有甚者，根据《日本书纪》,朝鲜历史上迦椰时代，分为三区作庆南地方、庆北地方、湖南地方，根据《山海经·海内北经》、《后汉书》、《三国志》均记载其地为辰国，在《诗经》中辰也是指殷。

后迦椰被新罗消灭，新罗将整个朝鲜半岛称为九州。中南民族大学的杨万娟教授认为，朝鲜的开国神话檀君朝鮮中的天神桓雄的原型可能是楚国的韩终。

## 重要考古
| - 淅川下寺春秋楚墓群 - 淅川和尚岭与徐家岭楚墓群 - 河南信阳平阳城遗址 - 河南信阳楚王城遗址 - 湖北十堰郧阳区辽瓦店子遗址 - 湖北荆州纪南城 - 湖北随州曾侯乙墓 |  | - 湖北枣阳九连墩战国古墓群 - 湖南长沙马王堆汉墓 - 湖南长沙岳麓书院 - 湖南汨罗屈原投江处 - 安徽寿县寿春楚故城 |